# مردمان سرزمین میانه
مردمان سرزمین میانه (۱۹۹۶) (The Peoples of Middle-earth)  دوازدهمین و آخرین جلد کتاب تاریخ سرزمین میانه است که توسط کریستوفر تالکین از نسخه‌های خطی منتشر نشده پدرش جی آر آر تالکین ویرایش شده‌است. بعضی از شخصیت‌ها (از جمله آنایوره، همسر فینگولفین) فقط در اینجا ظاهر می‌شوند

## تاریخچه
کریستوفر تالکین در صفحات ابتدایی هر کدام از مجلدهای مجموعه تاریخ سرزمین میانه متناسب با محوریت کتاب نوشته‌ای مختصر با الفبای تنگوار به ثبت رسانده‌است. در ابتدای دوازدهمین و آخرین جلد این مجموعه این را می‌خوانیم: «این آخرین مجلد از کار کریستوفر تالکین است که طی آن بخش عظیمی از تمام آنچه را که پدرش جان رونالد روئل تالکین پیرامون سرزمین میانه و والینور یادداشت کرده‌است را گرد هم آورده‌است. در این کتاب تدوین و تشکیل تاریخچه بخش شمال غربی سرزمین میانه پس از جنگ بزرگ و سقوط مورگوت در دوران‌های بعدی به ثبت رسیده‌است.»

### موضوع
این مجلد که با نام مردمان سرزمین میانه در سپتامبر ۱۹۹۶ در انگلستان و در دسامبر همان سال در آمریکا به چاپ رسید، بخش اعظم آن حاوی اولین ویرایش‌های ضمایم و مقدمه‌های داستان‌های تالکین است؛ نظیر: ضمیمه آکالابت در سیلماریلیون، ضمایم زبان‌شناسی، شجره نامه‌ها و ضمیمه الف ارباب حلقه‌ها. همچنین در این کتاب آخرین یادداشت‌های جی. آر. آر تالکین از تکامل زبان کوئنیا و مقالاتی همچون «حدیث دورف‌ها و انسان‌ها» و «مشکلات روس» که به بیان نقش گرامری پسوند «روس» در اسامی چون الروس و مایدروس آمده‌است می‌پردازد. در این کتاب همچنین دربارهٔ ایستاری و گلورفیندل گوندولینی و گلورفیندل ریوندلی بحث شده‌است؛ و سرانجام دو داستان ناتمام و در واقع آخرین داستان‌های تالکین از سرزمین میانه که بسیار ناتمام باقی ماندند در آخرین بخشِ آخرین جلد مجموعه تاریخ سرزمین میانه به چاپ رسیده که عبارتست از داستان تار-المار و داستان سایه جدید که داستانی در دوران چهارم سرزمین میانه و هنگام فرمانروایی الداریون فرزند آراگورن و آرون بوده که فقط اشارات بسیار کوچکی از ان موجود است.